# Neptune Terminus
Neptune Terminus è il sesto album in studio del rapper francese Youssoupha, pubblicato il 19 marzo 2021.

## Tracce
1. "Houston (Intro)" 0:12
2. "Astronaute" 3:25
3. "Solaar Pleure" 3:13
4. "Gospel" 2:46
5. "Kash" (feat. Dinos Punchlinovic, Lefa) 3:27
6. "Bagarrer" 3:06
7. "Maryam" 3:16
8. "Neptune Terminus" 3:00
9. "Interstellar" (feat. Gaël Faye) 3:26
10. "Mon Roi"3:16
11. "Ambition (Guinnée Conakry)" 2:45
12. "Collision" (feat. Josman) 2:50
13. "Après-Soirée" (feat. Jok'Air) 3:16
14. "À Chaque Jour" 3:46

## Neptune Terminus (Origines)
Il 24 marzo 2022 esce il singolo Ampiano, che annuncia l'uscita dell'album Neptune Terminus (Origines), una versione estesa dell'album uscito l'anno prima. Neptune Terminus (Origines) viene pubblicato l'8 aprile 2022 e contiene 10 tracce in più.

### Versione estesa
1. "Ampiano" 2:28
2. "Zaïrois" 2:49
3. "Moula" 2:34
4. "Au Clair De La Lune" (feat. Georgio) 3:24
5. "Dessalines Flow" (feat. Benjamin Epps, Lino) 3:29
6. "Pétrole" 2:15
7. "Paradis" 3:09
8. "Meilleur" 4:01
9. "Ampiano Riddim" (feat. Heaven Sam) 4:34
10. "Origines (Outro)" 2:54